# Grand Ole Opry
Grand Ole Opry är ett amerikanskt radioprogram som fokuserar på countrymusik. Sedan den 28 november 1925 sänder man ut över USA, från Nashville, Tennessee, vilket gör det till USA:s äldsta fortlöpande radioprogram. Medlemskap i Grand Ole Opry är en hedersbetygelse för countrymusiker.